# Macellina
Macellina is een geslacht van wandelende takken uit de familie Bacillidae. De wetenschappelijke naam van dit geslacht is voor het eerst voorgesteld door Boris Petrovitsj Oevarov in een publicatie uit 1940.

## Soorten
Het geslacht Macellina omvat de volgende soorten:
- Macellina caulodes (Rehn, 1904)
- Macellina dentata (Stål, 1875)
- Macellina digitata Chen & Wang, 1993
- Macellina souchongia (Westwood, 1859)